# Coppa Bernocchi 2000
La Coppa Bernocchi 2000, ottantaduesima edizione della corsa, si svolse il 18 agosto 2000 su un percorso di 207 km. Era valida come evento del circuito UCI categoria 1.3. La vittoria fu appannaggio del lettone Romāns Vainšteins, che terminò la gara in 4h51'45", alla media di 42,612 km/h, precedendo il lituano Raimondas Rumšas e l'italiano Giovanni Lombardi. L'arrivo e la partenza della gara furono a Legnano.
Sul traguardo di Legnano 52 ciclisti, su 183 partenti, portarono a termine la manifestazione.

## Ordine d'arrivo (Top 10)
| Pos. | Corridore           | Squadra        | Tempo    |
| ---- | ------------------- | -------------- | -------- |
| 1    | Romāns Vainšteins   | Vini Caldirola | 4h51'45" |
| 2    | Raimondas Rumšas    | Fassa Bortolo  | s.t.     |
| 3    | Giovanni Lombardi   | Telekom        | a 15"    |
| 4    | Denis Zanette       | Liquigas       | a 15"    |
| 5    | Nicola Loda         | Fassa Bortolo  | a 15"    |
| 6    | Serge Baguet        | Lotto          | a 15"    |
| 7    | Marco Serpellini    | Lampre         | a 15"    |
| 8    | Andrea Noè          | Mapei          | a 15"    |
| 9    | Marco Velo          | Mercatone Uno  | a 15"    |
| 10   | Francesco Secchiari | Saeco          | a 15"    |